# Максимилиан Евгений Австрийский
Максимилиан Евгений Людвиг Фридрих Филипп Игнатий Иосиф Мария Австрийский (нем. Maximilian Eugen Ludwig Friedrich Philipp Ignatius Joseph Maria von Österreich; 13 апреля 1895, Вена — 19 января 1952, Ницца) — австрийский эрцгерцог, брат императора Карла I.

## Биография

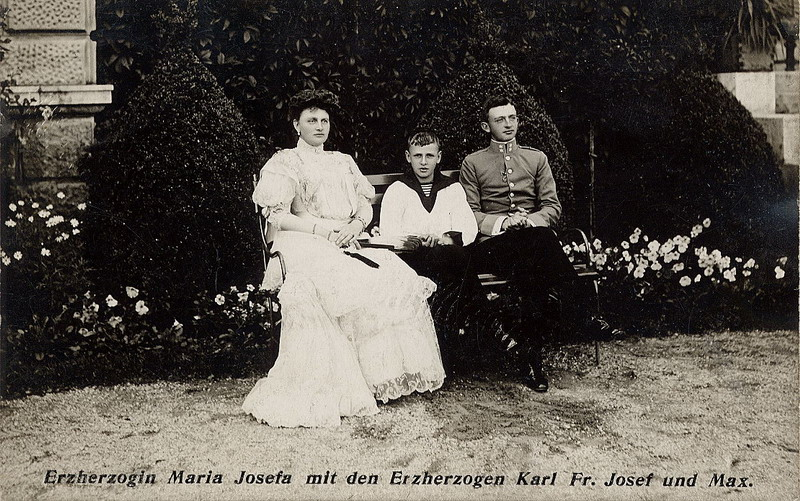
Максимилиан Евгений с матерью и братом

Максимилиан Евгений родился 13 апреля 1895 года в Вене. Он был младшим сыном австрийского эрцгерцога Отто Франца и его жены Марии Йозефы Саксонской. Старшему брату Карла Францу уже шел восьмой год. Отец вел разгульную жизнь и дома бывал редко. Мать, глубоко религиозная женщина, пыталась держать детей подальше от него и воспитать их в духе строгой нравственности. Отто умер, когда Максимилиану было 11 лет.
В 1915 году получил орден Золотого руна. Во время Первой мировой проходил военную службу. После смерти Франца Иосифа I Карл стал императором и отозвал Максимилиана в Вену.
После распада Австро-Венгерской империи Максимилиан с семьей уехал из страны. Жил во Франции под псевдонимом «граф Вернберг». Окончил факультет права и стал доктором юридических наук.

## Брак и дети
В возрасте 22 лет женился на 20-летней принцессе из дома Гогенлоэ Франциске Гогенлоэ-Вальденбург-Шиллингсфюрст. Свадьба состоялась 22 ноября 1917 года в Лаксенбурге.
У супругов родилось двое детей:
- Фердинанд Габсбург-Лотарингский (06.12.1918—2004) — был женат на графине Елене Тёрринг-Йеттенбахской (род. 20.5.1937), дочери принцессы Елизаветы Греческой, имел двух дочерей и сына:
  - эрцгерцогиня Елизавета (1957-1983), была замужем за Джеймсом Литчфилдом, брак бездетный
  - эрцгерцогиня София (род. 1959), замужем за Мариано Уго де Виндиш-Граец, трое детей:
    - Принц Максимилиан Уго де Виндиш-Гретц (р. 4 августа 1990 года Зальцбург)
    - Принц Алексис Фердинандо де Виндиш-Гретц (10 декабря 1991 года Рим - 9 февраля 2010 года, Сант-Анджело-д'Айф, автомобильная авария)
    - Принцесса Лариса Мария Луиза де Виндиш-Гретц (р. 11 декабря 1996 года, Рим)

  - эрцерцог Максимилиан (род. 1961), женат на Саре Майе Аль-Аскари (род. 1977), имеют трех детей: 
    - Эрцгерцог Николаус (р. 2005)
    - Эрцгерцог Константин (р. 2007)
    - Катарина (р. 2010)
- Генрих Габсбург-Лотарингский (7.01.1925—20.03.2014) — был женат на графине Людмиле фон Гален, имел троих сыновей и дочь:
  - эрцгерцог Филипп (род. 1962), женат на Майаузини Хит, имеют дочь Амайю (род. 2011)
  - эрцгерцогиня Мария Кристина (род. 1964), замужем за Клеменсом Гугенбергом фон Рейдхофен, имеют двух дочерей
  - эрцгерцог Фердинанд (род. 1965), женат на графине Катарине фон Харденберг
  - эрцгерцог Конрад (род. 1971),  женат на Ашмите Госвани

Потомки Максимилиана Евгения занимают места с 35 по 41 в наследовании австро-венгерского престола.